# Zbyněk Irgl
Zbyněk Irgl (* 29. November 1980 in Ostrava, Tschechoslowakei) ist ein ehemaliger tschechischer Eishockeyspieler, der über viele Jahre beim HC Vítkovice, HC Oceláři Třinec  und HC Olomouc in der Tipsport Extraliga aktiv war. Darüber hinaus absolvierte er für Lokomotive Jaroslawl, Atlant Mytischtschi und den HK Dinamo Minsk 361 Partien in der Kontinentalen Hockey-Liga und wurde mit der tschechischen Nationalmannschaft 2006 Vize-Weltmeister.

## Karriere

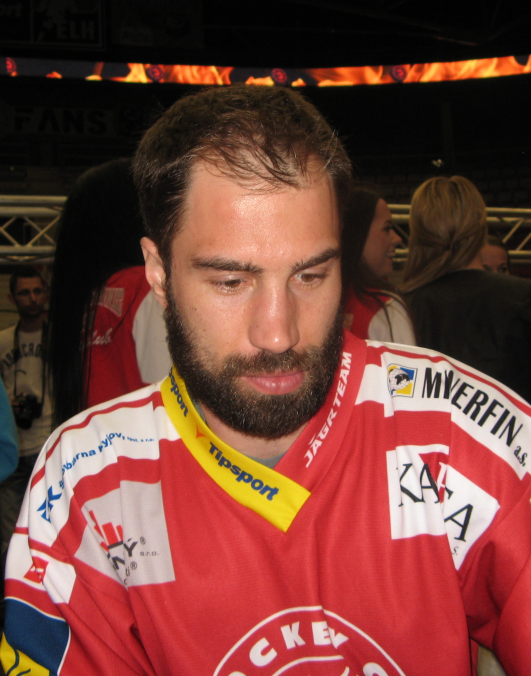
Zbyněk Irgl (2015)

Irgl stand vom Anfang seiner Spielerkarriere bis 2007 bei seinem Stammverein HC Vítkovice aus der tschechischen Extraliga unter Vertrag. Während dieser Zeit wurde von den Nashville Predators beim NHL Entry Draft 2000 in der sechsten Runde an 197. Stelle ausgewählt. In der Saison 2006/07 bewies er seine Scorerqualitäten und schloss die Qualifikation als Topscorer seiner Mannschaft ab. In 53 Spielen erzielte er 25 Tore und gab 11 Assists. Ab April 2007 verstärkte er den Schweizer Rekordmeister HC Davos für die Playoffs der Nationalliga A. In 15 Spielen erzielte er acht Tore und vier Assists und erspielte sich damit auf Anhieb einen Stammplatz. Im Finale konnte dann der SC Bern mit 4:3 geschlagen werden, so dass Irgl zusammen mit seinen Mannschaftskollegen die Schweizer Meisterschaft feiern konnte.
Im Sommer 2007 wurde er von Lokomotive Jaroslawl verpflichtet. Für Lokomotive spielte er in der Superliga und der Kontinentalen Hockey-Liga und wurde mit dem Team 2008 und 2009 russischer Vizemeister. Nach der Saison 2009/10 wurde sein Vertrag nicht verlängert, so dass er zu Atlant Mytischtschi wechselte. Mit diesem Klub erreichte der Tscheche in der Spielzeit 2010/11 die Finalserie um den Gagarin-Pokal und unterlag in fünf Spielen gegen Salawat Julajew Ufa. Im Juni 2011 unterzeichnete Irgl einen Kontrakt beim HK Dinamo Minsk und absolvierte bis 2014 über 150 KHL-Partien für den Klub.
Im August 2014 wurde Irgl vom HC Oceláři Třinec verpflichtet, mit dem er 2015 den zweiten Platz in der Extraliga erreichte.  Im Januar 2018 wurde er zunächst an den HC Olomouc ausgeliehen und im Mai 2018 fest von diesem verpflichtet. Zum Schluss seiner Karriere absolvierte er die Saison 2020/21 für seinen Heimatverein und beendete anschließend seine Karriere.

### International
Bei der Eishockey-Weltmeisterschaft 2006 gab er sein Debüt in der tschechischen Nationalmannschaft. Beim ersten internationalen Turnier der Herren seiner Karriere verbuchte er vier Scorerpunkte (2 Tore und 2 Assists). Zuvor hatte er bereits jeweils eine Europa- und Weltmeisterschaft für die tschechischen Junioren absolviert.

## Erfolge und Auszeichnungen
- 2007 Schweizer Meister mit dem HC Davos
- 2007 Bester Torschütze der NLA-Playoffs
- 2008 Russischer Vizemeister mit Lokomotive Jaroslawl
- 2009 Russischer Vizemeister mit Lokomotive Jaroslawl
- 2012 Teilnahme am KHL All-Star Game
- 2015 Tschechischer Vizemeister mit dem HC Oceláři Třinec
- 2022 Za Oddanost hokeji (Auszeichnung für Hingabe, Loyalität und Ausdauer)[2]

### International
- 2000 Goldmedaille bei der U20-Junioren-Weltmeisterschaft
- 2006 Silbermedaille bei der Weltmeisterschaft

## Karrierestatistik
(Legende zur Spielerstatistik: Sp oder GP = absolvierte Spiele; T oder G = erzielte Tore; V oder A = erzielte Assists; Pkt oder Pts = erzielte Scorerpunkte; SM oder PIM = erhaltene Strafminuten; +/− = Plus/Minus-Bilanz; PP = erzielte Überzahltore; SH = erzielte Unterzahltore; GW = erzielte Siegtore; 1 Play-downs/Relegation; Kursiv: Statistik nicht vollständig)

### International
Vertrat Tschechien bei:
- U18-Junioren-Europameisterschaft 1998
- U20-Junioren-Weltmeisterschaft 2000
- Weltmeisterschaft 2006
- Weltmeisterschaft 2007
- Weltmeisterschaft 2008
- Weltmeisterschaft 2009
- Weltmeisterschaft 2013